# Axinaea reginae
Axinaea reginae är en tvåhjärtbladig växtart som beskrevs av Bussmann, J.Gruhn, A.Glenn. Axinaea reginae ingår i släktet Axinaea och familjen Melastomataceae. Inga underarter finns listade i Catalogue of Life.